# Даніель Вілларс
Даніель Вілларс (6 березня 1993) — швейцарська плавчиня.
Учасниця Олімпійських Ігор 2012, 2016 років.